# Agathiopsis maculata
Agathiopsis maculata är en fjärilsart som beskrevs av W. Warren 1896. Agathiopsis maculata ingår i släktet Agathiopsis och familjen mätare. Inga underarter finns listade i Catalogue of Life.

## Bildgalleri

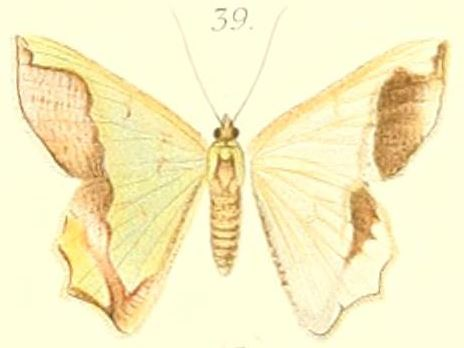